# Муджагід аль-Амірі
Абу'л Джайш Муджагід аль-Амірі аль-Муваффак біллах (араб. لموفق بالله أبو الجيوش مجاهد العامري; бл. 989 — бл. 1044) — 1-й емір Денійської тайфи в 1014—1044 роках, емір Валенсійської тайфи в 1018—1021 роках.

## Життєпис
Належав до слов'ян-рабів (сакаліба). Розпочав службу в війську хаджиба Аль-Мансура, нач честь якого став зватися ібн Абдаллах аль-Амірі. 1002 року призначений на посаду валі Денії хаджибом Абд аль-Маліком аль-Музаффаром.
1009 року після початку боротьби за трон Кордовського халіфата перебрався до Денії, де став фактично незалежним. 1014 року оголосив халіфом представника династії Омеядів аль-Му'айті як противагу халіфу Сулаймана ібн аль-Хакама. З цього часу став повністю незалежним. Невдовзі підкорив Балеарські острови.
1015 року вирішив підкорити Сардинію. Але у битві проти коаліції Гоннаріо I, юдика Арбореї, Салусіо, юдика Кальярі, флотів Генуї та Пізи, мусульманські війська зазнали поразки.

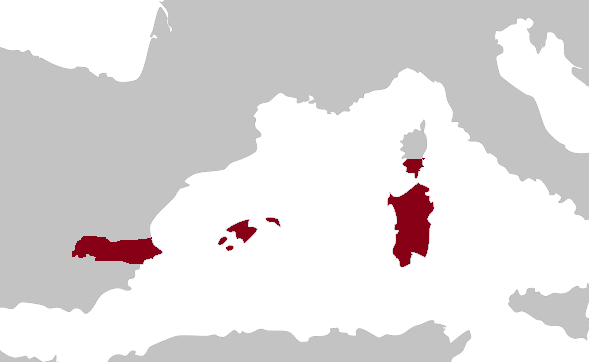
Володіння Муджагіда аль-Амірі до 1016 року

1016 року з потужною кіннотою та флотом у 120 суден здійснив нову спробу захопити Сардинію. Спочатку висадився на півночі Сардинії, в області Логудоро, що належала юдику Гоннаріо I, завдавши тому поразки рушив на південь, де переміг Салусіо, юдика Кальярі, що загинув у битві, а юдикат Кальярі опинився під владою маврів. Невдовзі під його владу потрапила область Галлура. Лише Гоннаріо I ще чинив спротив в гірських районах. За цим здійснив спробу захопити Луні на лігурійському узбережжі та сплюндрував тосканське узбережжя, особливо навколо Пізи. Також підкорив південь Корсики. Невдовзі за підтримки пізанців та генуезців Маріано, син Салусіо, і Гоннаріо I атакували війська аль-Амірі. У того в цей час почалися проблеми через заколот берберів. Зрештою мусульмани зазнали поразки, в полон потрапив Алі — син Муджагіда аль-Амірі. За цим більшість флоту загинула під час великої бурі та була знищена пізано-генуезьким флотом в битві в протоці Боніфачо. Водночас отримав відомості, що в Денії халіф аль-Му'айті спробував захопити владу. По поверненню аль-Амірі відправив ворохобника у заслання до Африки.
З 1016/1017 року став карбувати власні монети (дірхами), заснувавши для цього монетний двір Елота (місце розташування досі не виявлено). 1018 року, скориставшись заворушеннями в Валенсії, змусив Лабіба аль-Фату поділити владу у Валенсійській тайфі. Але того ж року зазнав поразки від барселонського графа Беренгер-Рамона I, визнавши зверхність останнього і зобов'язавшись сплачувати данину.
У 1021 році Абд аль-Азіз зумів захопити владу у Валенсії. Спроби повернути місто виявилися не вдалими. Водночас розпочав активні піратські напади на узбережжя Провансу, Лігурії, Корсики та Італії. 1022 році новий флот аль-Амірі спробував висадити військо на півдні Сардинії, але у битві неподалік Кальярі зазнав поразки від пізано-генуезького флоту. 1024 року нова спроба захопити північ Сардинії виявилася невдалою. 1025 року утворилася коаліція сардинських юдикатів, графів Браселони, Провансу, герцога Неаполя проти еміра Денії.
1026 році після загибелі халіфа Мухаммеда III спільно з Хайраном, еміром Альмерії, захопив Кордову. Втім через те що переможці не домовилися про кандидатуру халіфа, Муджагід повернувся до Денії.
1033 року створив новий потужний флот для завоювання Сардинії. Проти цього виступила Генуя і Піза, неаполітанські війська під орудою графа Райнульва Аверського. 1035 року аль-Амірі визнав Псевдо-Гішама II, якого висунув Аббад I, емір Севільї.
1044 року, за різними відомостями, Муджагід аль-Амірі загинув у битві за місто Аннаба в Африці. Йому спадкував син Алі Ікбал ад-Даула.

## Меценатство
Намагався перетворити Денії на культурний та освітний центр. Був покровителем богословських та літературознавчих студій, особливо «кираʾат» (декламація). При його дворі мешкали поети і письменники Ібн Гарсія та Ібн Бурд аль-Аґгар, полімат Ібн Хазм, правник Ібн Абд аль-Барр.
Сам аль-Амірі є автором праці про аруз, на тепер втраченої.